# 埃什
埃什（法語：Esches，法語發音：[ɛʃ]）是法国瓦兹省的一个市镇，属于博韦区。

## 地理
埃什（49°13'7"N, 2°9'55"E）面积7.69 平方千米，位于法国上法蘭西大區瓦兹省，该省份为法国北部内陆省份，北起索姆省，西接厄尔省和滨海塞纳省，南至塞纳-马恩省和瓦兹河谷省，东临埃纳省。
与埃什接壤的市镇（或旧市镇、城区）包括：昂布兰维尔、昂德维尔、梅吕、泰勒地区莫特方丹、博尔内勒。

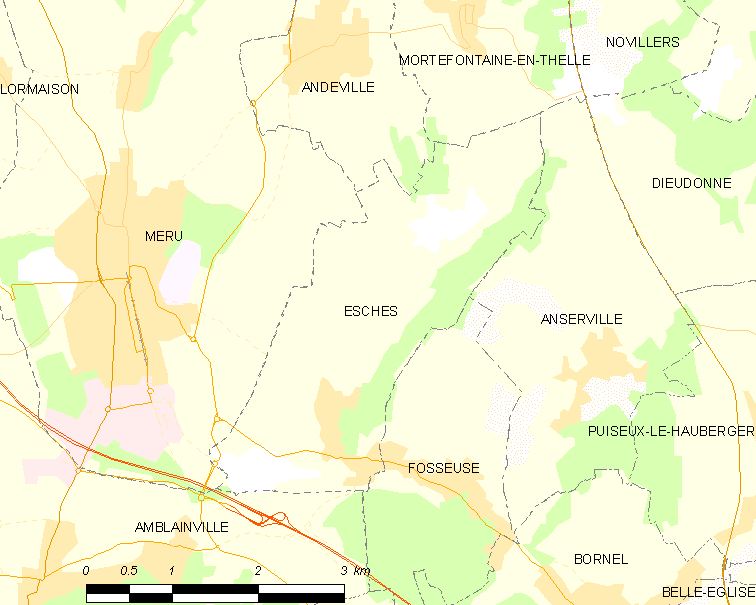
埃什的OSM定位图

埃什的时区为UTC+01:00、UTC+02:00（夏令时）。

## 行政
埃什的邮政编码为60110，INSEE市镇编码为60218。

## 政治
埃什所属的省级选区为梅吕县。

## 人口

1962-2008年间埃什人口变化图示

埃什于2022年1月1日时的人口数量为1654人。